# Carretera Beasáin-Elorrio por Elgueta
La carretera  GI-2632  une los municipios guipuzcoanos de Beasáin y Elgueta a través del puerto de Descarga. Comienza en la salida 417 de la  N-I  en Beasáin y discurre por las localidades de Ormáiztegui, Ezquioga, Zumárraga, Villarreal de Urrechua y Anzuola hasta desembocar en la salida 19 de la  AP-636 . Su segundo tramo se inicia en el enlace con la  GI-627  (p.k. 47) en Vergara, en el barrio de San Juan, y tras subir el puerto de Elgueta, continúa hacia Elorrio con el nombre  BI-2632  hasta finalizar en el enlace 42 de la autovía  N-636 . La antigua travesía de Elorrio en dirección Durango recibe hoy la nomenclatura  BI-3331 .
Previamente a la transferencia de las carreteras comarcales a las Diputaciones Forales, esta vía de denominó  C-6322 . Cabe señalar que, hasta la apertura de la carretera por el puerto de Echegárate en el siglo XIX, esta vía formó parte de la ruta Madrid-Irún entre Vergara y Beasáin.

## Trazado
| Esquema               | Carretera que enlaza                            | Esquema               | Carretera que enlaza        |
| --------------------- | ----------------------------------------------- | --------------------- | --------------------------- |
| Tramo Beasáin─Vergara | Tramo Beasáin─Vergara                           | Tramo Vergara─Elorrio | Tramo Vergara─Elorrio       |
|                       | GI-3560 Olaberría N-I Vitoria - San Sebastián   |                       | Vergara                     |
|                       | Beasáin                                         |                       | GI-627 Vitoria - Éibar      |
|                       | GI-2635 Azpeitia                                |                       | GI-3741 Basalgo             |
|                       | AP-636                                          |                       | Polígono San Juan           |
|                       | Ormáiztegui                                     |                       | Puerto de Elgueta           |
|                       | GI-3540 Gaviria GI-3572 Motiloa                 |                       | Elgueta                     |
|                       | AP-636                                          |                       | GI-2639 Éibar               |
|                       | GI-3352 Ichaso                                  |                       | GI-2639 Puerto de Campázar  |
|                       | GI-3381 Gaviria                                 |                       | Frontera Guipúzcoa/Vizcaya  |
|                       | Polígono Zozabarro                              |                       | Elorrio                     |
|                       | Santa Lucía (Ezquioga)                          |                       | BI-3331 Achondo - Mondragón |
|                       | GI-4351 Estación TAV                            |                       | N-636 Durango - Mondragón   |
|                       | Polígono Anduaga                                |                       |                             |
|                       | GI-3351 Ezquioga                                |                       |                             |
|                       | Puerto de Eizaga                                |                       |                             |
|                       | Zumárraga GI-631 Azcoitia AP-636                |                       |                             |
|                       | Zumárraga                                       |                       |                             |
|                       | Zumárraga Hospital de Zumárraga                 |                       |                             |
|                       | GI-2630 Legazpia GI-3371 Villarreal de Urrechua |                       |                             |
|                       | AP-636                                          |                       |                             |
|                       | Puerto de Descarga                              |                       |                             |
|                       | AP-636                                          |                       |                             |
|                       | Anzuola                                         |                       |                             |
|                       | GI-3112 Uzárraga                                |                       |                             |
|                       | AP-636                                          |                       |                             |
|                       | Vergara                                         |                       |                             |
|                       | AP-636 AP-1 Vitoria - Bilbao - San Sebastián    |                       |                             |